# Escazú (tổng)
Escazú là một tổng trong tỉnh San José, Costa Rica. Tổng này có diện tích 34,49 km², dân số năm 2008 là 60201 người..